# Leiston Pickett
Pour les articles homonymes, voir Pickett.
Leiston Pickett (née le 6 février 1992 à Gold Coast en Australie) est une nageuse australienne, spécialiste des épreuves de brasse.

## Palmarès

### Championnats du monde
| Épreuve / Édition | Petit bassin   | Petit bassin |
| Épreuve / Édition | Dubaï 2010     |              |
| 50 m brasse       | Argent 29 s 84 |              |

### Autres compétitions
| Compétition / Épreuve       | Compétition / Épreuve | Brasse           | Brasse |
| Compétition / Épreuve       | Compétition / Épreuve | 50 m             | 100 m  |
| Championnats pan-pacifiques |                       |                  |        |
| Irvine 2010                 | Argent 30 s 75        | 13e 1 min 8 s 35 |        |
| Jeux du Commonwealth        |                       |                  |        |
| New Delhi 2010              | Or 30 s 84            | —                |        |

## Records

### Meilleurs temps
Ces deux tableaux listent les meilleurs temps de Leiston Pickett à ce jour, dans le style de brasse.
| Épreuve | Temps         | Compétition                       | Lieu                    | Date            |
| 50 m    | 31 s 07       | Championnats d'Australie Agegroup | Sydney, Australie       | 15 avril 2009   |
| 50 m    | 30 s 75       | Championnats pan-pacifiques       | Irvine, États-Unis      | 20 août 2010    |
| 100 m   | 1 min 10 s 15 | Duel in the Pool                  | Canberra, Australie     | 10 mai 2009     |
| 100 m   | 1 min 8 s 35  | Championnats pan-pacifiques       | Irvine, États-Unis      | 19 août 2010    |
| 200 m   | 2 min 35 s 57 | XLII International Meeting        | Santa Clara, États-Unis | 12 juillet 2009 |

| Épreuve | Temps         | Compétition                           | Lieu                       | Date             |
| 50 m    | 29 s 84       | Championnats du monde en petit bassin | Dubaï, Émirats arabes unis | 16 décembre 2010 |
| 100 m   | 1 min 11 s 98 | Championnats d'Australie              | Melbourne, Australie       | 31 août 2007     |
| 100 m   | 1 min 6 s 59  | Championnats d'Australie              | Brisbane, Australie        | 16 juillet 2010  |
| 200 m   | 2 min 39 s 94 | Championnats du Queensland            | Brisbane, Australie        | 30 août 2008     |